# Liste der Kreisstraßen im Landkreis Deggendorf
Die Liste der Kreisstraßen im Landkreis Deggendorf ist eine Auflistung der Kreisstraßen im bayerischen Landkreis Deggendorf mit deren Verlauf.

## Abkürzungen
- DEG: Kreisstraße im Landkreis Deggendorf
- DGF: Kreisstraße im Landkreis Dingolfing-Landau
- FRG: Kreisstraße im Landkreis Freyung-Grafenau
- PA: Kreisstraße im Landkreis Passau
- REG: Kreisstraße im Landkreis Regen
- SR: Kreisstraße im Landkreis Straubing-Bogen
- St: Staatsstraße in Bayern

## Liste
Nicht vorhandene bzw. nicht nachgewiesene Kreisstraßen werden in Kursivdruck gekennzeichnet, ebenso Straßen und Straßenabschnitte, die unabhängig vom Grund (Herabstufung zu einer Gemeindestraße oder Höherstufung) keine Kreisstraßen mehr sind.
Der Straßenverlauf wird in der Regel von Nord nach Süd und von West nach Ost angegeben.
| Nr. DEG | Verlauf |
| ------- | --- |
| DEG 2   | (SR 33 im Landkreis Straubing-Bogen) – Landkreisgrenze – Bernried – Höslbach – DEG 44 – Windsteig – Kohlpoint – Innenstetten – DEG 33 – Gmeinbühl – Birket – DEG 3 – Egg – Berg – Kohlhof – /St 2135 in Deggendorf                                                                |
| DEG 3   | (REG 11 im Landkreis Regen) – Landkreisgrenze – Rebling – Leithen – Tradelsöhren – Weibing – Edenstetten – Birket – DEG 2 – Egg – Schleifmühle – Metten – St 2125 |
| DEG 4   | (SR 7 im Landkreis Straubing-Bogen) – Landkreisgrenze – Wischlburg – Stephansposching – DEG 13 – Uttenhofen – Steinfürth – DEG 24 – Fehmbach – St 2074 in Stauffendorf |
| DEG 5   | (DGF 5 im Landkreis Dingolfing-Landau) – Landkreisgrenze – Haunersdorf – DEG 22 – Otzing – /St 2124 in Plattling |
| DEG 6   | St 2126 in Schwanenkirchen – Hörgolding – St 2125 in Winzer |
| DEG 7   | St 2126 in Hengersberg – Mimming – Siederding – Birkenöd – DEG 14 – Loh – Wangering – Roggersing – Lofering – DEG 17 – Ernading – DEG 9 in Grattersdorf |
| DEG 8   | St 2126 – Hub – Hütting – Neuhofen – Arbing – Schöllnach – St 2322 – Engelreiching – Gunzing – St 2126 in Außernzell |
| DEG 9   | – Vordertherberg – Eiserding – Grattersdorf – DEG 7 – Falkenacker – DEG 30 – Gern – DEG 16 – Kralling – Ebenöd – Kerschbaum – Landkreisgrenze – (FRG 30 im Landkreis Freyung-Grafenau)                                                                                            |
| DEG 10  | St 2133 in Hainstetten – DEG 45 – Penk – Unterfrohnstetten – Neulust – Untersimbach – Erlachhof – Schwarzach – St 2125 – St 2126 in Hengersberg |
| DEG 11  | St 2322 – Oblfing – Kollmering – Wiesenberg – Landkreisgrenze – (FRG 31 im Landkreis Freyung-Grafenau) |
| DEG 12  | – Haardorf – DEG 21 |
| DEG 13  | (DGF 27 im Landkreis Dingolfing-Landau) – Landkreisgrenze – Rottenmann – Stephansposching – DEG 4 – Donaufähre – Landkreisgrenze – (SR 35 im Landkreis Straubing-Bogen) |
| DEG 14  | in Auerbach – Engolling – Schweinbach – DEG 7 |
| DEG 15  | (SR 34 im Landkreis Straubing-Bogen) – Landkreisgrenze – Kleinschwarzach – Zeitldorf – St 2125 |
| DEG 16  | DEG 9 in Kralling – DEG 30 – Winsing – Kleibhof – DEG 17 – Englfing – St 2322 in Schöllnach |
| DEG 17  | DEG 7 – Konrading – Gaichet – Englfing – DEG 16 – St 2322 |
| DEG 18  | Isarmünd – Maxmühle – Sammern – DEG 21 – Moos – in Langenisarhofen |
| DEG 19  | St 2135 in Deggendorf – Einkind – Obergrub – Ulrichsberg – Oberprechhausen – Burgholz – Rohrmünz – Greising – St 2135 |
| DEG 20  | (DGF 37 im Landkreis Dingolfing-Landau) – Landkreisgrenze – DEG 22 in Lailling |
| DEG 21  | (DGF 36 im Landkreis Dingolfing-Landau) – Landkreisgrenze – Oberpöringermoos – Oberpöring – St 2114 – Niederpöring – DEG 22 – St 2124 – DEG 29 – Aholming – DEG 31 – Kurzenisarhofen – Moos – DEG 18 – Thundorf – Aicha an der Donau – Haardorf – DEG 12 – DEG 28 – in Osterhofen |
| DEG 22  | (DGF 35 im Landkreis Dingolfing-Landau) – Landkreisgrenze – Arndorf – Otzing – DEG 5 – Lailling – DEG 20 – Niederpöring – DEG 21 – Oberviehhausen – St 2124 in Neusling |
| DEG 23  | (REG 15 im Landkreis Regen) – Landkreisgrenze – Ranzingerberg – Lalling – St 2133 |
| DEG 24  | DEG 4 – Uttenkofen – St 2074 – Michaelsbuch – in Plattling |
| DEG 25  | St 2135 in Rusel – Ensmannsberg – Schaufling – St 2133 – Geßnach – Urlading – DEG 41 – Prechhausen – DEG 45 – in Oberauerbach |
| DEG 26  | St 2126/St 2322 in Iggensbach – Handlab – Gstein – Großensdorf – Weghof – St 2125 in Neßlbach |
| DEG 27  | (FRG 29 im Landkreis Freyung-Grafenau) – Landkreisgrenze – St 2134 in Simmetsreuth |
| DEG 28  | /St 2114 – DEG 21 – Rückasing – St 2115 |
| DEG 29  | – Isarau – Aholming – Penzling – Buchhofen St 2114 |
| DEG 30  | DEG 9 in Falkenacker – Renzling – DEG 16 – Winsing – Hof – Ilgering – St 2322 in Riggerding |
| DEG 31  | DEG 21 – Ottmaring – St 2114 – Manndorf – Kirchdorf bei Osterhofen – DEG 34 – DEG 32 – Schmiedorf – DEG 35 – Obergessenbach – St 2115 |
| DEG 32  | DEG 31 – Viehhausen – St 2115 in Altenmarkt |
| DEG 33  | DEG 2 in Innenstetten – Sölden – Finsing – Neuhausen – St 2125 |
| DEG 34  | DEG 31 – Kirchdorf bei Osterhofen – Winklarn – DEG 35 – Landkreisgrenze – (DGF 33 im Landkreis Dingolfing-Landau) |
| DEG 35  | St 2114 in Ramsdorf – Eschlbach – DEG 34 – Winklarn – Anning – Harbach – DEG 31 in Schmiedorf |
| DEG 36  | (DGF 30 im Landkreis Dingolfing-Landau) – Landkreisgrenze – Willing – Göttersdorf – St 2115 – Gergweis – DEG 38 – Landkreisgrenze – (PA 83 im Landkreis Passau) |
| DEG 37  | /St 2115 – Obernberg – DEG 38 – Wallerdorf – Kohlstatt – Landkreisgrenze – (PA 84 im Landkreis Passau) |
| DEG 38  | in Künzing – Wallerdorf – DEG 37 – Forsthart – Oberndorf – DEG 36 – Gergweis – Landkreisgrenze – (PAN 41 im Landkreis Rottal-Inn) |
| DEG 39  | St 2126 in Außernzell – Allharting – Oberrötzing – Gschwendt – Landkreisgrenze – (PA 94 im Landkreis Passau) |
| DEG 40  | (REG 12 im Landkreis Regen) – Landkreisgrenze – |
| DEG 41  | St 2133 in Ensbachmühle – Waindling (– Abzweig zur DEG 25) – Watzing – Kaußing – St 2133 in Gerholling |
| DEG 42  | St 2125 in Seebach – Niederalteich – Altenufer – St 2125 in Hengersberg |
| DEG 43  | DEG 44 – Aschenau – Stegertswörth – St 2125 |
| DEG 44  | (SR 29 im Landkreis Straubing-Bogen) – Landkreisgrenze – DEG 43 – Penzenried – Willersbach – Kleinböbrach – DEG 2 |
| DEG 45  | DEG 10 – Untersteinhausen – Hitting – DEG 25 in Oberauerbach |
| DEG 46  | /St 2124 – Rohr – St 2074 in Fischerdorf |